# Isla Carey
Isla Carey (en malayo: Pulau Carey) es una isla en el estado de Selangor, en el país asiático de Malasia. Carey se encuentra situada al sur de Puerto Klang y al norte de la ciudad de Banting. Se trata de una enorme isla separada de la costa por el río Selangor Langat, conectada por un puente desde Chondoi y Teluk Panglima Garang cerca de Banting. Fue llamada así por Valentine Carey, un exoficial británico que ejerció una función pública en Malasia. A pesar de su nombre, muchos vecinos de Klang no la consideran una verdadera isla debido a su proximidad con el continente y el río que la separa de la parte continental Ketam es prácticamente un arroyo.
La isla es famosa por sus mariscos, como cangrejos, camarones y peces diversos.